# Bisdom Irkoetsk
Het bisdom Sint Jozef van Irkoetsk (Latijn: Dioecesis Ircutscanus Sancti Iosephi; Russisch: Епархия Святого Иосифа в Иркутске, Jeparchija Svjatovo Iossifa v Irkutske), of kortweg bisdom Irkoetsk, is een in Rusland gelegen rooms-katholiek bisdom met zetel in de stad Irkoetsk. Het bisdom behoort tot de kerkprovincie Moskou, en is, samen met de bisdommen Saratov en Novosibirsk, suffragaan aan het aartsbisdom Moskou.
Het enorme bisdom strekt zich uit over zes tijdzones. In de steden Jakoetsk en Aldan zijn er gemeenschappen van salesianen actief.

## Geschiedenis
Het bisdom werd opgericht op 18 mei 1999 door paus Johannes Paulus II als apostolische administratie Oost-Siberië (Siberia Orientale). Daarvoor was het gebied onderdeel van de apostolische administratie Siberië. Op 11 februari 2002 werd met de apostolische constitutie Meridionalem Russiae de administratie verheven tot bisdom. 

## Bisschoppen
- 2002-2003: Jerzy Mazur (SVD) (van 1999 tot 2002 apostolisch administrator)
- 2003-heden: Cyryl Klimowicz

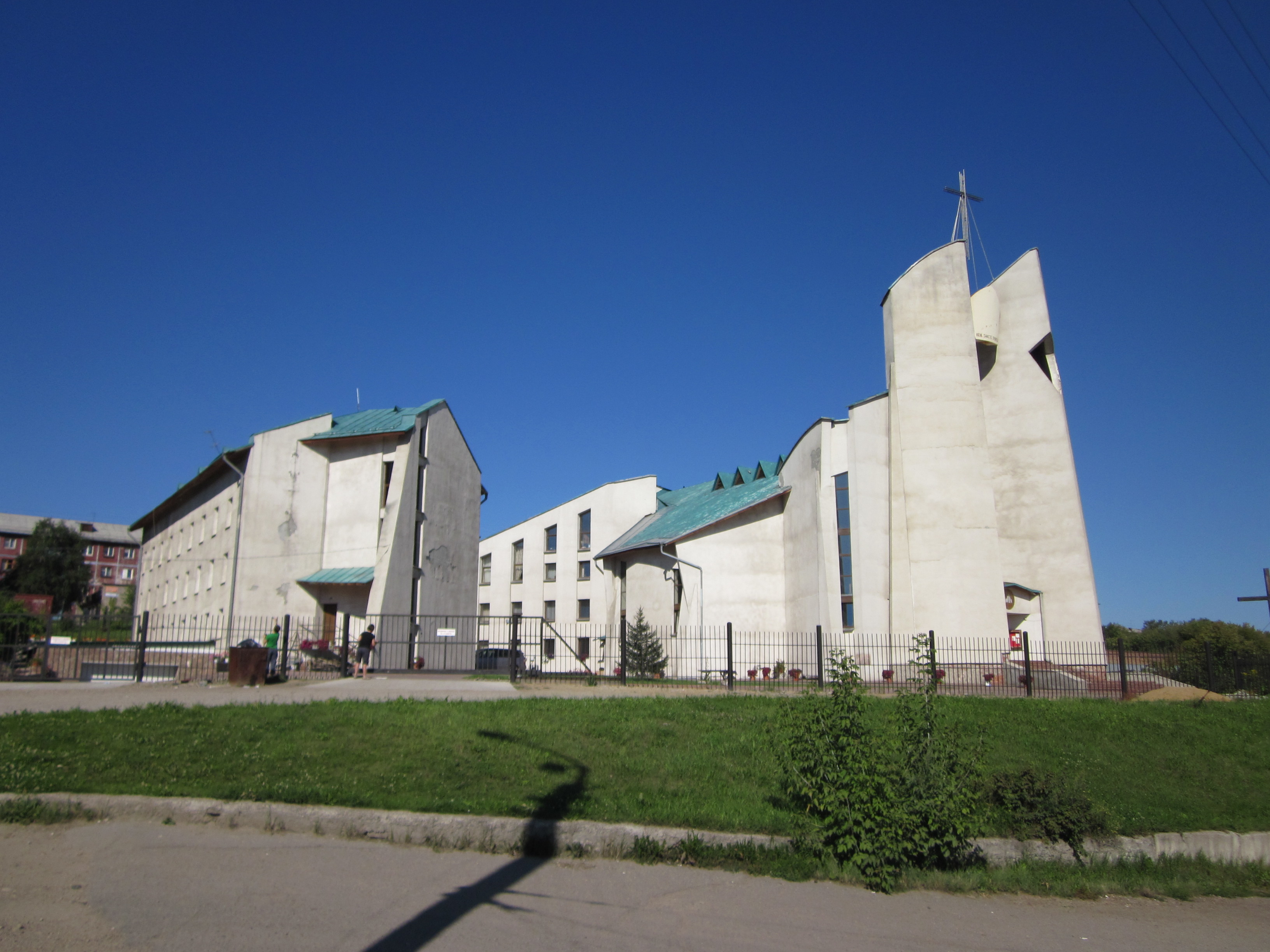
Kathedraal van Irkoetsk
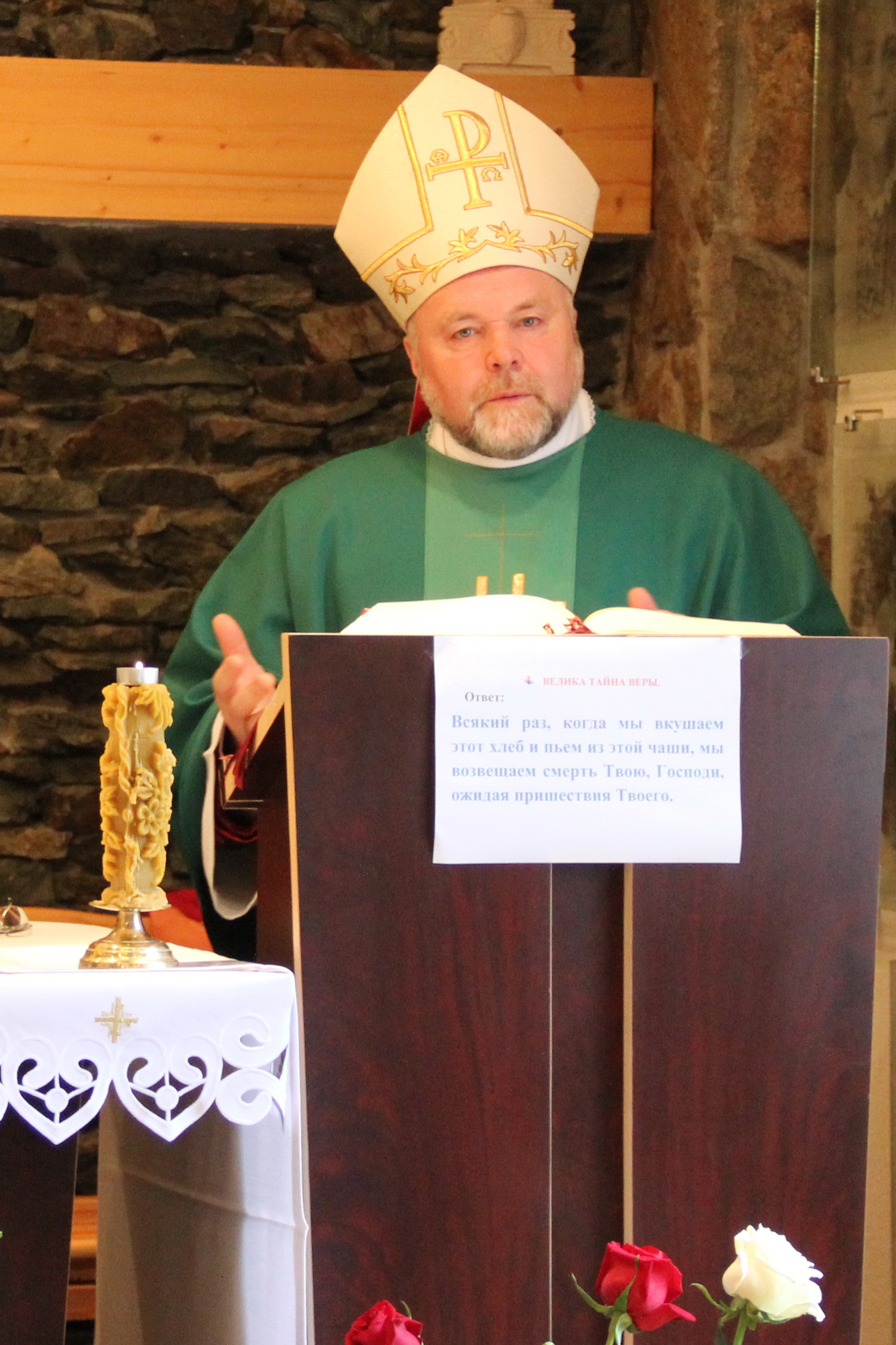
Bisschop Cyryl Klimowicz